# 345. planinska brigada (JLA)
Za druge 345. brigade glejte 345. brigada.
345. planinska brigada je bila gorska brigada v sestavi Jugoslovanske ljudske armade.
Enota je bila nastanjena v Sloveniji pred in med slovensko osamosvojitveno vojno.

## Organizacija
1991
- poveljstvo (Vojašnica Kranj, Kranj)

- namestitveni vod
- četa za zvezo
- vod ABKO
- izvidniška četa
- četa vojaške policije

- havbični divizion 105 mm (Vojašnica Kranj)
- mešani protioklepni divizion (Vojašnica Kranj)
- lahki topniški divizion protiletalske obrambe (Vojašnica Kranj)
- inženirski bataljon (Vojašnica Kranj)
- zaledni bataljon (Vojašnica Kranj)
- 1. veterinarski vod
- 1. planinski bataljon (Vojašnica Tolmin)
- 2. planinski bataljon (Vojašnica Bohinjska Bela)
- 3. planinski bataljon (Vojašnica Škofja Loka)
- 4. planinski bataljon (Vojašnica Kranj)
- 5. planinski bataljon (Vojašnica Kranj)